# 宮前 (佐倉市)
宮前（みやまえ）は、千葉県佐倉市の町丁。京成電鉄がニュータウンで、現行行政地名は宮前一丁目から宮前三丁目。郵便番号285-0005。

## 地理
北は岩名、東は飯田、南東は鏑木町、南は栄町、南西は海隣寺町、西は山崎に隣接している。

## 世帯数と人口
2017年（平成29年）10月31日現在の世帯数と人口は以下の通りである。
| 丁目       | 世帯数    | 人口    |
| ---------- | --------- | ------- |
| 宮前一丁目 | 250世帯   | 575人   |
| 宮前二丁目 | 374世帯   | 859人   |
| 宮前三丁目 | 671世帯   | 1,210人 |
| 計         | 1,295世帯 | 2,644人 |

## 小・中学校の学区
市立小・中学校に通う場合、学区は以下の通りとなる。
| 地域       | 小学校             | 中学校             |
| ---------- | ------------------ | ------------------ |
| 宮前一丁目 | 佐倉市立内郷小学校 | 佐倉市立佐倉中学校 |
| 宮前二丁目 | 佐倉市立内郷小学校 | 佐倉市立佐倉中学校 |
| 宮前三丁目 | 佐倉市立内郷小学校 | 佐倉市立佐倉中学校 |

## 施設

### 一丁目
- 宮前集会所
- 宮前南公園

### 二丁目
- 岩名中継ポンプ場
- 宮前東公園
- 宮前北公園
- 宮前西公園
- 宮前一号緑地
- 宮前二号緑地

### 三丁目
- ミレニアムセンター佐倉（複合施設）
  - 佐倉市役所 佐倉市民サービスセンター
  - 佐倉コミュニティセンター
- トウズ 京成佐倉店（スーパーマーケット）
- 宮前柏葉集会所
- 鍋山集会所
- 宗吾観音
- 山崎街区公園
- 内郷街区公園

## 交通

### 鉄道
地内に鉄道駅はない。栄町にある京成本線京成佐倉駅が利用できる。